# Décembre 1997

## Événements
- 1er décembre : conférence des Nations unies sur l'effet de serre à Kyōto.

- 2 décembre : démission du président pakistanais Farooq Leghari, à la suite d'une crise constitutionnelle l'opposant au Premier ministre Nawaz Sharif.

- 3-4 décembre : conférence d’Ottawa: traité sur l’interdiction de l’emploi, du stockage, de la production et du transfert des mines antipersonnel[1].

- 9 décembre : discours du président iranien devant la conférence du sommet islamique[2].

- 11 décembre : adoption du protocole de Kyōto.

- 12 décembre : aggravation de la crise en Corée, chute du won et de la bourse.

- 13 décembre : l'OMC décide de libéraliser les flux financiers à partir de mars 1999.

- 16 décembre : l'épisode Dennō Senshi Porigon a provoqués des crises de convulsion chez des enfants japonais, amenant à l'hospitalisation de plusieurs centaines d'enfants.

- 18 décembre : les conservateurs, au pouvoir depuis 40 ans, sont battus aux élections par le démocrate Kim Dae-jung en Corée du Sud, qui devient président.
- 20 décembre : Séparation du groupe Wenge Musica en deux Wenge BCBG et Wenge Musica Maison Mère.

## Naissances
- 1er décembre : Michelito Lagravère, matador.
- 16 décembre : 
  - Zara Larsson, chanteuse suédoise.
  - Rashmita Minz, joueuse indienne de hockey sur gazon.
- 22 décembre : Clémence Beretta, athlète française.